# Samsung Galaxy A9 (2016)
Il Samsung Galaxy A9, chiamato A9 (2016) per distinguerlo dall'omonimo modello uscito nel 2018, è uno smartphone (per le dimensioni a volte definito phablet) di fascia medio-alta prodotto da Samsung, facente parte della serie Samsung Galaxy A.

## Caratteristiche tecniche

### Hardware
Il Galaxy A9 è uno smartphone con form factor slate, misura 151 x 76.2 x 6.3 millimetri e pesa 141 grammi.
Il dispositivo è dotato di connettività GSM, HSPA, LTE, di Wi-Fi dual-band 802.11 a/b/g/n con supporto a Wi-Fi Direct ed hotspot, di Bluetooth 4.1 con A2DP, EDR ed LE, di GPS con A-GPS, GLONASS e BDS (solo in alcuni mercati), di NFC, di radio FM e di supporto ANT+. Ha una porta microUSB 2.0 ed un ingresso per jack audio da 3.5 mm.
Il Galaxy A9 è dotato di schermo touchscreen capacitivo da 5,7 pollici di diagonale, di tipo S-AMOLED con aspect ratio 16:9 e risoluzione Full HD 1080 x 1920 pixel (densità di 386 pixel per pollice), protetto da un vetro Corning Gorilla Glass 4. Il frame laterale è in alluminio ed il retro è in plastica. La batteria agli ioni di litio da 3050 mAh non è removibile dall'utente.
Il chipset è un Qualcomm Snapdragon 615, con processo di produzione a 28 nanometri. La memoria interna di tipo eMMC 4.5 è di 32 GB, mentre la RAM è di 2 GB.
La fotocamera posteriore ha un sensore CMOS da 16 megapixel, dotata di autofocus, modalità HDR e flash LED, in grado di registrare al massimo video Full HD a 30 fotogrammi al secondo, mentre la fotocamera anteriore è da 5 megapixel.

### Software
Il sistema operativo è Android 5.1.1 Lollipop, aggiornabile al massimo fino alla versione 6.0.1 Marshmallow.
Ha l'interfaccia utente TouchWiz.
Le ultime patch di sicurezza disponibili risalgono ad agosto 2017.

## Commercializzazione
Il dispositivo è stato immesso sul mercato a gennaio 2016.
Il sito AndreaGaleazzi.com ha valutato l'A9 (2016) 8.1/10, apprezzandone soprattutto l'autonomia della batteria e lo schermo, mentre Robin Sinha di GadgetsNow l'ha valutato 4/5.

### Varianti
Il Galaxy A9 (2016) Duos è la versione dual SIM dell'A9 (2016).

## A9 Pro
A maggio 2016 è stata immessa sul mercato una versione migliorata del Galaxy A9 (2016), denominata Galaxy A9 Pro (2016).
Essa differisce dall'A9 principalmente poiché ha 4 GB di RAM anziché 3, una fotocamera posteriore da 16 megapixel anziché 13, una batteria maggiorata a 5000 mAh, il Bluetooth in versione 4.2 anziché 4.1, il supporto a Samsung Pay e Android Marshmallow di serie, aggiornabile fino alla versione 8.0 Oreo con interfaccia Samsung Experience 9.0.
Anche l'A9 Pro è stato commercializzato in versione Duos, con il dual SIM.